# Brandon (Minnesota)
Brandon ist ein als City konstituierter Ort im Douglas County in Minnesota, Vereinigte Staaten. Das U.S. Census Bureau hat bei der Volkszählung 2020 eine Einwohnerzahl von 501 ermittelt.
Der Ort, der im Zuge des Eisenbahnbaus ab 1879 entstand, wurde vom ursprünglichen Namen Chippewa zu Ehren von Stephen A. Douglas nach dessen gleichnamigen Heimatort in Vermont bei der Gründung am 22. November 1881 benannt.